# Euthalia nadaka
Euthalia nadaka är en fjärilsart som beskrevs av Hans Fruhstorfer 1913. Euthalia nadaka ingår i släktet Euthalia och familjen praktfjärilar. Inga underarter finns listade i Catalogue of Life.